# Casey (Iowa)
Pour les articles homonymes, voir Casey.
Casey est une ville des comtés d'Adair et Guthrie, en Iowa, aux États-Unis. Elle est fondée en 1869.